# Слесаренко, Елена Владимировна
Еле́на Влади́мировна Слесаре́нко (род. 28 февраля 1982, Волгоград) — российская прыгунья в высоту. Заслуженный мастер спорта России. Олимпийская чемпионка 2004 года, двукратная чемпионка мира в помещении (2004, 2006). Действующая обладательница олимпийского рекорда в прыжках в высоту (206 см).

## Биография

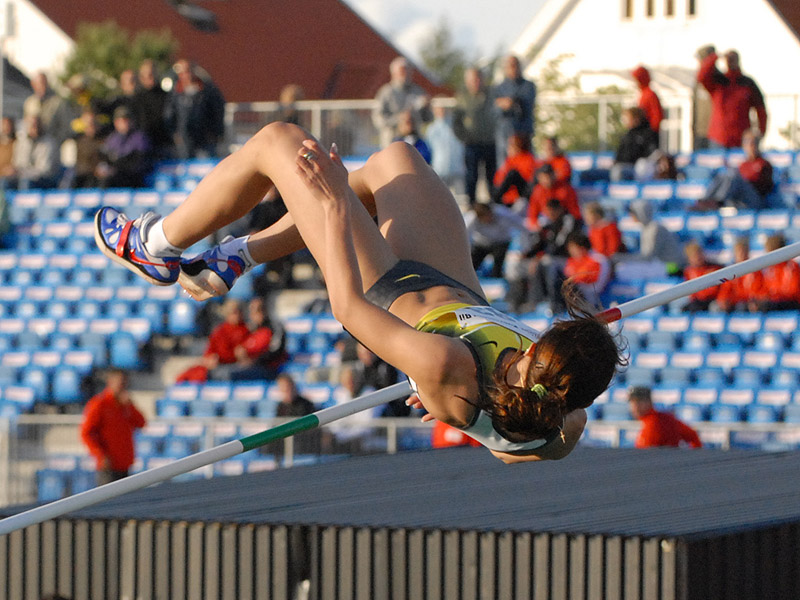
Елена Слесаренко в прыжке

Елена Слесаренко родилась 28 февраля 1982 года в Волгограде, мать — Татьяна Владимировна Сивушенко. В 11 лет Елена пошла на лёгкую атлетику в СДЮСШОР № 10, где тренировалась сначала у Марины Апанасенко, затем у Бориса Горькова, под руководством которого добилась наивысших результатов. Представляла клуб ЦСКА.
Первую серьёзную победу одержала в 2002 году, став чемпионкой России. Мировой успех пришёл к спортсменке в 2004 году, когда она завоевала золото чемпионата мира в залах с результатом 2,04 и в блестящем стиле выиграла олимпийское золото Афин — взяв высоту 2,06, спортсменка установила не только личный, но и национальный рекорд, побив предыдущий результат, державшийся с 1984 года.
2005 год выпал у спортсменки в связи с травмой. Однако возвращение в спорт больших достижений оказалось для Елены триумфальным: весной 2006 года с результатом 2,02 м она выиграла чемпионат мира по лёгкой атлетике в помещениях. В сентябре 2006 года победила на Кубке мира в Афинах с результатом 198 см.
На Олимпийских играх 2008 года стала четвёртой.
С 2010 года тренировалась у Евгения Загорулько. Осенью 2010 года спортсменка дважды была прооперирована в ЦИТО. В декабре 2014 года завершила спортивную карьеру и возглавила Волгоградскую областную ДЮСШ по зимним видам спорта.
В 2015—2017 годах председатель комитета молодёжной политики Волгоградской области. В феврале 2017 присвоено воинское звание капитан запаса.
В октябре 2017 года назначена руководителем аппарата Главного штаба детского движения «Юнармия».

## Дисквалификация
В ноябре 2016 года Елена Слесаренко по решению МОК лишена 4 места, показанного на Олимпиаде 2008 года в Пекине, так как после перепроверки допинг-проб у спортсменки был обнаружен запрещенный стероид туринабол. Спортивный арбитражный суд (CAS) дисквалифицировал Елену Слесаренко на четыре года, дисквалификация начинается с 4 октября 2016 года. Аннулированию подлежат результаты, показанные спортсменкой в период с 23 августа 2008 года по 22 августа 2012 года.

## Награды и звания
- Заслуженный мастер спорта России.
- Орден Дружбы (18 февраля 2006) — за большой вклад в развитие физической культуры и спорта, высокие спортивные достижения[12].